# 第一根尾川橋梁
第一根尾川橋梁（だいいちねおがわきょうりょう）は、岐阜県本巣市（旧本巣郡本巣町）と岐阜県揖斐郡揖斐川町（旧谷汲村）をむすぶ、根尾川に架かる樽見鉄道樽見線の橋梁である。
橋梁の一部（6・7連）は、かつての木曽川に架けられていた東海道本線木曽川橋梁を再利用したものであり、明治時代の橋梁が現存しているが、トラス部分の銘板は転用後の日本国有鉄道のものとなっている。
再利用のために1954年（昭和29年）に宮地鉄工所において橋梁の一部を改造している。

## 概要
- 供用： 1956年（昭和31年）
  - 樽見線の開通年
- 延長： 210.0m、8連
  - 1 - 5連は、単線上路プレートガーダー。
  - 6・7連は、1910年（明治43年）アメリカン・ブリッジ製下路平行弦プラットトラス（ピントラス）。元東海道本線木曽川橋梁。
  - 8連は、単線下路プレートガーダー。
- 区間：岐阜県本巣市木知原 - 岐阜県揖斐郡揖斐川町谷汲長瀬（木知原駅 - 谷汲口駅）
- 橋脚：鉄筋コンクリート井筒

## その他
- 樽見鉄道は根尾川沿いにあり、根尾川には第一根尾川橋梁から第十根尾川橋梁の10箇所橋梁がある。第一根尾川橋梁は一番下流に架設されており、旧国鉄時代の橋梁は、第一根尾川橋梁と第二根尾川橋梁である。

## 隣の橋
（下流） 根尾川大橋 - 真大橋 - 薮川橋  - 大野橋 - 万代橋 - 谷汲山大橋 - 第一根尾川橋梁（樽見鉄道） - 第二根尾川橋梁（樽見鉄道） - 橋梁 - 第三根尾川橋梁（樽見鉄道） - 第四根尾川橋梁（樽見鉄道） - 橋梁 - 第五根尾川橋梁（樽見鉄道） - 橋梁 - 第六根尾川橋梁（樽見鉄道） - 第七根尾川橋梁（樽見鉄道） - 根尾川1号橋 - 根尾川2号橋 （上流）